# Aleksandr Pavlovich Lapin
Aleksandr Pavlovich Lapin (tiếng Nga: Александр Павлович Лапин; sinh ngày 1 tháng 1 năm 1964) là một Thượng tướng Lực lượng Vũ trang Nga. Ông là Tư lệnh Quân khu Leningrad. Trước đó, ông là Tham mưu trưởng Lực lượng lục quân của Lực lượng vũ trang Liên bang Nga, Tư lệnh Quân khu Trung tâm của Nga từ cuối năm 2017, là tư lệnh cánh quân "Tsentr" ("Trung tâm") của quân Nga ở Luhansk và phía Bắc Donetsk của Ukraina năm 2022.
Ông sinh ra trong một gia đình lao động tại Kazan. Ông học ở Viện Công nghệ Hóa học Kazan từ năm 1981 đến năm 1982 rồi nhập ngũ, phục vụ trong một đơn vị phòng không của Liên Xô. Sau đó, ông học và tốt nghiệp Trưởng Cao đẳng Sĩ quan Tăng thiết giáp Kazan năm 1988. Ra trường, ông trải qua nhiều vị trí và đơn vị khác nhau. Năm 1997, ông tốt nghiệp Học viện Quân sự Malinovsky. Năm 2017, ông là tham mưu trưởng lực lượng Nga ở Syria, được phong quân hàm Thượng tướng trong năm đó. Năm 2022, ông hoàn thành khóa tái huấn luyện và huấn luyện nâng cao tại Học viện Quân sự Bộ Tổng tham mưu.